# 永恆：最後的獨角獸
《永恆：最後的獨角獸》是一款動作角色扮演遊戲，由巴西工作室Void Studios開發，1C Entertainment於2019年3月發行，對應PlayStation 4、Microsoft Windows和Xbox One平台。遊戲借鑒了挪威神話，玩家扮演精靈，從邪惡女巫手中拯救最後的獨角獸。
《永恆》總體獲得媒體差評，在評論匯總網站Metacritic的得分為36/100，居該網站「2019年最差遊戲」榜單之首。IGN稱，遊戲模仿《惡靈古堡》等早期固定視角動作遊戲，卻未抓住這類遊戲成功的要點。評論普遍認為，遊戲中普通敵人不會感知態勢，玩家可以按一個鍵一直衝殺，但頭目戰難度過高，玩家只得不停使用治療道具。

## 外部連結
- 官方网站 （英文）